# Српска православна црква Светог Николе у Краљевцима
Српска православна црква Светог Николе у Краљевцима, надомак Руме, подигнута је у другој половини 18. века и представља непокретно културно добро као споменик културе од великог значаја.

## Изглед
Црква посвећена Светом Николи у Краљевцима је једнобродна грађевина, са апсидом у ширини наоса и нешто ужим звоником уз прочеље цркве, носи сва обележја барокне сакралне архитектуре. Главни елемент у декорацији фасада представљају удвојени плитки пиластри са профилисаним стопама и орнаментисаним капителима, између којих су постављени лучно завршени прозорски отвори. Хоризонтална рашчлањеност спољних зидних платана постигнута је доста наглашеним соклом као и широким венцима који истичу вишеспратност звоника, док један тече испод двосливног крова цркве. На фасадама се огледа и унутрашња подела храма.
Припрата са галеријом је тролучним пролазом издвојена од наоса који се уз олтарски простор завршава благо испуштеним певницама. Барокни изглед грађевине употпуњује иконостасна преграда Арсенија Марковића, са близу шездесет икона које је између 1792. и 1794. године насликао Јаков Орфелин, уметник барокно-рокајног опредељења и ђак бечке Академије, који у Краљевцима није успео да на најбољи начин искаже своје умеће. Црква је у Другом светском рату знатно оштећена, па су иконе привремено биле смештене у Галерију Матице српске у Новом Саду. Након обнове, Орфелинове слике враћене су на првобитни иконостас у Краљевцима.